# Rima Ariadaeus

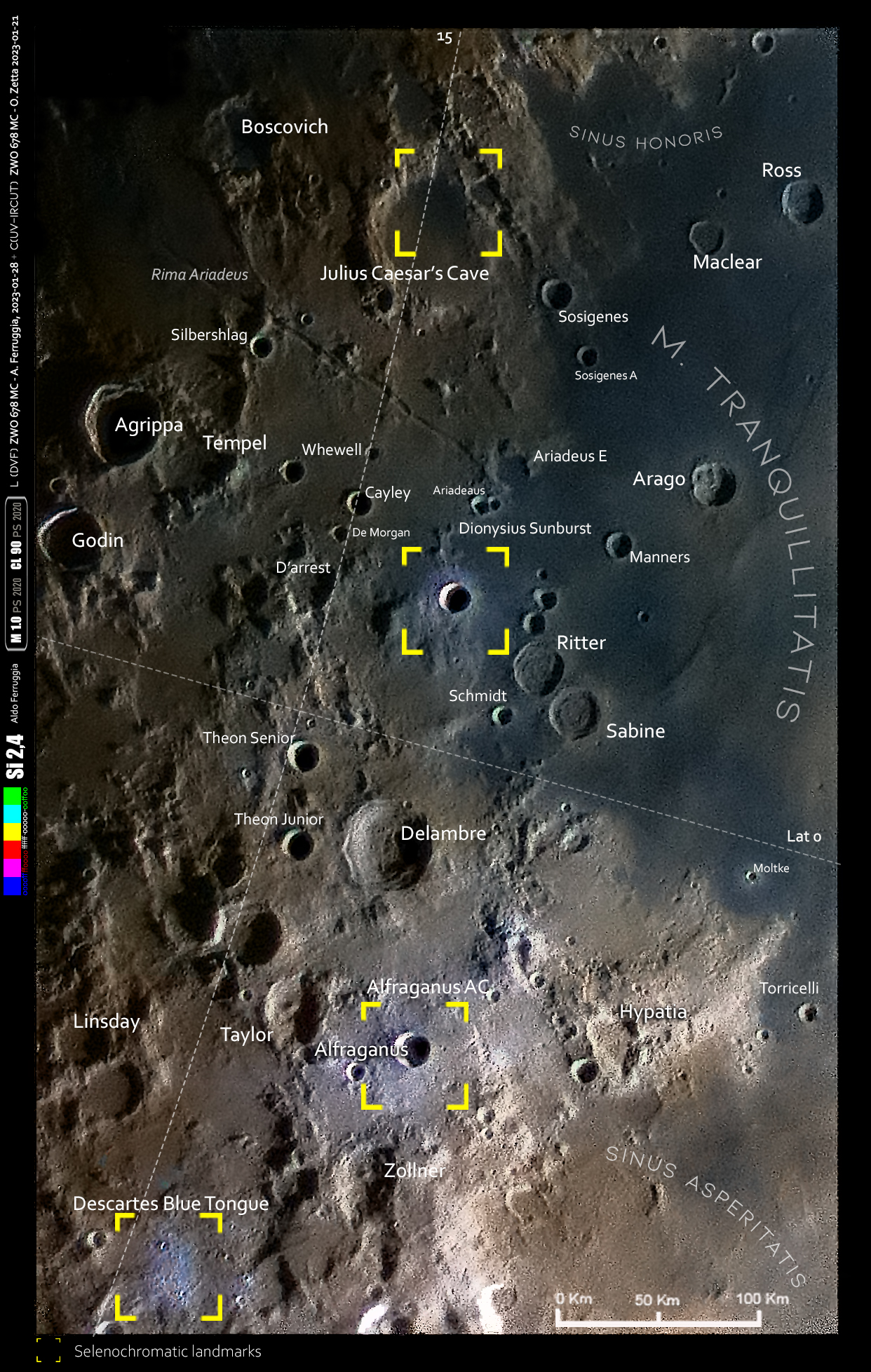
Rima Ariadeaus (in alto) con le strutture vicine in una Immagine Selenocromatica(Si)

La Rima Ariadaeus è una struttura geologica della superficie della Luna.